# Natteliv
Nattelivet er en overordnet betegnelse for den sociale dyrkelse af klubscenen. Betegnelsen strækker sig over hele forløbet, i den sociale proces. Det danske natteliv indebærer næsten alle former for fester. Lige fra hyggelig bodegastemning til fest og dans på bordene. Lang de fleste diskoteker skal du være 18 år gammel, for at må købe alkohol. Der er dog steder i de større byer, såsom Aarhus og København, hvor et bestemt diskotek har valgt, at hæve aldersgrænsen til 21 eller 25. Dette gøres for at ramme et andet klientel. 
| Samfund | Spire Denne samfundsartikel er en spire som bør udbygges. Du er velkommen til at hjælpe Wikipedia ved at udvide den. |